# Větší proroci
Názvem Větší nebo Velcí proroci se v křesťanství označují čtyři starozákonní proroci či knihy nesoucí jejich jména. Adjektivum „velcí“ neoznačuje ani tak význam jako spíš rozsah knih – jedná se o nejdelší prorocké knihy Starého zákona. Křesťané sem řadí následující knihy: 
- Kniha Izajáš
- Kniha Jeremjáš
- Kniha Ezechiel
- Kniha Daniel

V judaismu se Kniha Daniel nepovažuje za prorockou knihu, ale je zařazena mezi Spisy (ktuvim).